# Peter Pan (glasbena skupina)
Peter Pan je bila slovenska glasbena skupina, ustanovljena je bila 1985, leta 1997 pa se je s prihodom Urše Krišelj kot glavne vokalistke preoblikovala v skupino Urša & PR.

## Zasedba
1986-1987
- Igor Štambuk
- Damir Fenrich
- Klavdij Skrt
- Miha Stabej
- Tomaž Grubar

1991
- Borut Debevec
- Jure Zdešar
- Janez Nared
- Tomaž Grubar

## Diskografija

### Albumi
- Peter Pan (1991) (kaseta)
- Ostani mlad (1993) (kaseta)
- Nazaj v planinski raj (1994) (kaseta in CD)